# موتور شهيد داود حاتمي (أرزوئية)
موتور شهید داود حاتمي (بالإنجليزية: Mowtowr-e Shahid Davud Hatami)‏ هي منطقة سكنية تقع في إيران في Arzuiyeh Rural District. يقدر عدد سكانها بـ 95 نسمة .